# 1980 (Estelle)
1980 è il primo singolo della cantante britannica Estelle, pubblicato nel 2004 ed estratto dal suo primo album in studio The 18th Day.

## Il brano
La canzone utilizza un sample tratto dal brano Lazy Susan di Tony Orlando and Dawn.

## Tracce
- CD

1. 1980
2. Don't Talk
3. Don't Talk (remix)

## Classifiche
| Classifica (2004) | Posizione raggiunta |
| ----------------- | ------------------- |
| Regno Unito       | 14                  |